# Discography (Jill Johnson, 1996-2003)
Discography släpptes den 27 mars 2003  och är ett samlingsalbum med den svenska pop- och contrysångerskan Jill Johnson. För albumet fick hon även en Grammis i kategorin "Årets schlager-dansband".  Det låg som högst på fjärde plats på den svenska albumlistan.

## Låtlista
1. Crazy in Love - 3:00
2. Desperado - 3:38
3. What's Wrong with You - 4:41
4. Good Girl - 3:04
5. Moonlight and Roses - 3:21
6. Jump in a Car - 3:43
7. Just Like You Do - 3:40
8. Luckiest People - 4:16
9. Mothers Jewel - 3:38
10. My Love for You - 4:40
11. Secrets in my Life - 3:29
12. It's too Late - 3:20
13. Everybody's Confidante - 4:07
14. I'll Be There (med Michael Ruff) - 4:12
15. Kärleken är - 3:00
16. Tell Me Why 4:05 (med Annika Ljungberg)
17. Jag har havet ett stenkast från mig - 3:33
18. Kommer tid, kommer vår - 4:39
19. All Kinds of People 3:31
20. Shake the Sugartree - 3:17

### Listplaceringar
| Lista (2003-2004) | Topplacering |
| ----------------- | ------------ |
| Sverige           | 4 .          |